# Kua si taj
A Kua si taj, ismert angol címén The Era (hagyományos kínai: 跨時代, egyszerűsített kínai: 跨时代, pinjin: kuà shí dài) Jay Chou tajvani mandopopénekes tizedik stúdióalbuma. Az album Chou tízéves zenei pályafutásának megkoronázásaképp készült és korábban Choutól soha nem hallott stílusjegyeket is tartalmaz.
Az albumot eredetileg május 14-én tervezték kiadni, ám a nagy számú előrendelést a kínai lemezgyár nem tudta tartani, így eltolták a kiadás dátumát, időt hagyva a gyárnak a lemeznyomásra, hogy egész Ázsiban egyszerre jelenhessen meg a lemez. Más gyárat nem akartak bevonni a folyamatba, tartva attól, hogy a dalok így kiszivároghatnak az internetre.
A Hip-Hop Stewardess című dalt Kínában szexuálisan túlfűtött szövege miatt betiltották, így az album Kínába szállított verzióján a dal nem szerepel, csak a tajvani kiadáson. Az album Suo lö caj csien (Shuō Le Zaì Jiàn) című dala Jet Li Ocean Heaven című filmjének betétdala.
A lemezből 2010. augusztusáig több mint két millió példány fogyott el.

## Számlista
Az összes szám szerzője Jay Chou.
| 1.  | Kua si taj (Kuà Shí Daì) (跨時代 The Era)                                                                | Huang Csün-lang (Jun-Lang Huang) (黃俊郎)                                      | 3:16 |
| 2.  | Suo lö caj csien (Shuō Le Zaì Jiàn) (說了再見 Said Goodbye, Ocean Heaven-betétdal)                       | Ku Hsziao-li (Hsiao-Li Ku) (古小力), Huang Csün-lang (Jun-Lang Huang) (黃俊郎) | 4:44 |
| 3.  | Jan hua ji leng (Yān Huā Yì Lěng) (煙花易冷 Fireworks Cool Easily)                                       | Vincent Fang                                                                   | 4:25 |
| 4.  | Mien fej csiao hszüe lu jong taj (Miǎn Feì Jiāo Xué Lù Yīng Dài) (免費教學錄影帶 Free Tutorial Video)    | Hunag Csün-lang (Jun-Lang Huang) (黃俊郎)                                      | 4:01 |
| 5.  | Hao csiu pu csien (Hǎo Jǐu Bù Jiàn) (好久不見 Long Time No See)                                          | Jay Chou                                                                       | 4:14 |
| 6.  | Jü hszia ji cseng (Yǔ Xià Yī Zhéng Wǎn) (雨下一整晚 Rain Falls All Night)                                | Vincent Fang                                                                   | 4:18 |
| 7.  | Hszi ha kung csie (Xī Hā Kōng Jiě) (嘻哈空姐 Hip-Hop Stewardess)                                         | Vincent Fang                                                                   | 2:50 |
| 8.  | Vo lo lej, csing hszü ling szu (Wǒ Luò Leì, Qíng Xù Líng Su) (我落淚，情緒零碎 I Weep, Spirit in Pieces) | Vincent Fang                                                                   | 4:20 |
| 9.  | Aj tö fej hszing zsi csi (Aì De Fēi Xíng Rì Jì) (愛的飛行日記 Diary: Fly for Love, Gary Yanggal)         | Jay Chou                                                                       | 4:16 |
| 10. | Ce tao ce jen (Zì Dǎo Zì Yǎn) (自導自演 Self Directed and Acted)                                         | Jay Chou                                                                       | 4:17 |
| 11. | Csao zsen pu huj fej (Chāo Rén Bù Hùi Fēi) (超人不會飛 Superman Can't Fly)                               | Jay Chou                                                                       | 4:59 |

| 1. | Superman Can't Fly (超人不會飛 Csao zsen pu huj fej (Chāo Rén Bù Hùi Fēi)                            |  |
| 2. | Free Tutorial Video (免費教學錄影帶 Mien fej csiao hszüe lu jong taj (Miǎn Feì Jiāo Xué Lù Yīng Dài) |  |

## Díjak és elismerések
- 2010 Singapore Hit Awards
  - Az év albuma[6]
- 2010 Beijing Pop Music Awards[7][8]
  - Gold Song Award (Fireworks Cool Easily)
  - Az év albuma
- 1. Global Chinese Golden Chart Awards[9]
  - Legjobb mandarin nyelvű album
- 22. Golden Melody Awards[10][11]
  - Legjobb férfi előadó
  - Legjobb mandarin nyelvű album
  - Legjobb zenei rendezés (Mien fej csiao hszüe lu jong taj)